# Химери
Химерите (Holocephali) са подклас хрущялни риби с един-единствен оцелял разред Химероподобни (Chimaeriformes). Намерени са голям брой вкаменелости датиращи от периода девон. Въпреки това, повечето фосили са зъби, и различни части от тялото на видове, които не са известни, или в най-добрия случай, трудно разпознаваеми.
Химерите живеят в близост до дъното и се хранят с мекотели и други безгръбначни. Опашката им е дълга и тънка. Придвижват се чрез движения на големите си гръдни перки.

## Класификация
Подклас Химери
- Надразред †Paraselachimorpha
  - Разред †Orodontiformes
  - Разред †Petalodontiformes
  - Разред †Helodontiformes
  - Разред †Iniopterygiformes
  - Разред †Debeeriiformes
  - Разред †Eugeneodontiformes (Eugeneodontida) Zangerl, 1981
- Надразред Holocephalimorpha
  - Разред †Psammodontiformes
  - Разред †Copodontiformes
  - Разред †Squalorajiformes
  - Разред †Chondrenchelyiformes
  - Разред †Menaspiformes
  - Разред †Coliodontiformes
  - Разред Химероподобни (Chimaeriformes) Obruchev, 1953